# Meyer Lansky
Meyer Lansky (ur. 4 lipca 1902 w Grodnie, zm. 15 stycznia 1983 w Miami Beach) – amerykański gangster pochodzenia polsko-żydowskiego. Urodził się jako Meier Suchowlański (Majer Suchowlański) w Grodnie ówcześnie leżącym w granicach Imperium Rosyjskiego (obecnie leży na Białorusi).

## Życiorys
Przyszedł na świat na terenach dawnej I Rzeczypospolitej będących pod zaborem rosyjskim, a pytany o kraj ojczysty zawsze odpowiadał: „Polska”.
Meyer Lansky mając 9 lat wraz ze swoją matką i bratem Jakiem wyemigrowali z Grodna do Stanów Zjednoczonych. Dołączyli tam do ojca, który wyprowadził się kilka lat wcześniej, aby ułatwić start swojej rodzinie, i osiedli w dzielnicy Nowego Jorku Lower East Side na Manhattanie.

### Początek kariery gangsterskiej
Pewnego wieczoru w roku 1919, kiedy Meyer Lansky wracał ze szkoły do domu, zaczepiło go kilku włoskich nastolatków starszych i większych od niego. Jednym z nich był Salvatore Lucania, znany później jako Charlie „Lucky” Luciano. Lucky kazał płacić Meyerowi Lansky’emu pieniądze za „ochronę”. Meyer Lansky odmówił i doszło do bójki pomiędzy nimi. Luciano był pod wrażeniem siły i odwagi młodszego od siebie Żyda i powiedział mu, że ma ochronę za darmo, co Meyer Lansky skwitował powiedzeniem „Wsadź sobie swoją ochronę w dupę, nie potrzebuję jej”. Wtedy zrodziła się pomiędzy nimi dozgonna przyjaźń. Niedługo po tym wydarzeniu Meyer spotkał innego nastolatka, z którym się zaprzyjaźnił na całe życie. Był nim Benjamin „Bugsy” Siegel. Meyer Lansky utworzył wraz z nim gang, który trudnił się kradzieżą i transportem alkoholi. Bugsy był psychopatycznym zabójcą, a Meyer Lansky mózgiem wszystkich ich operacji.

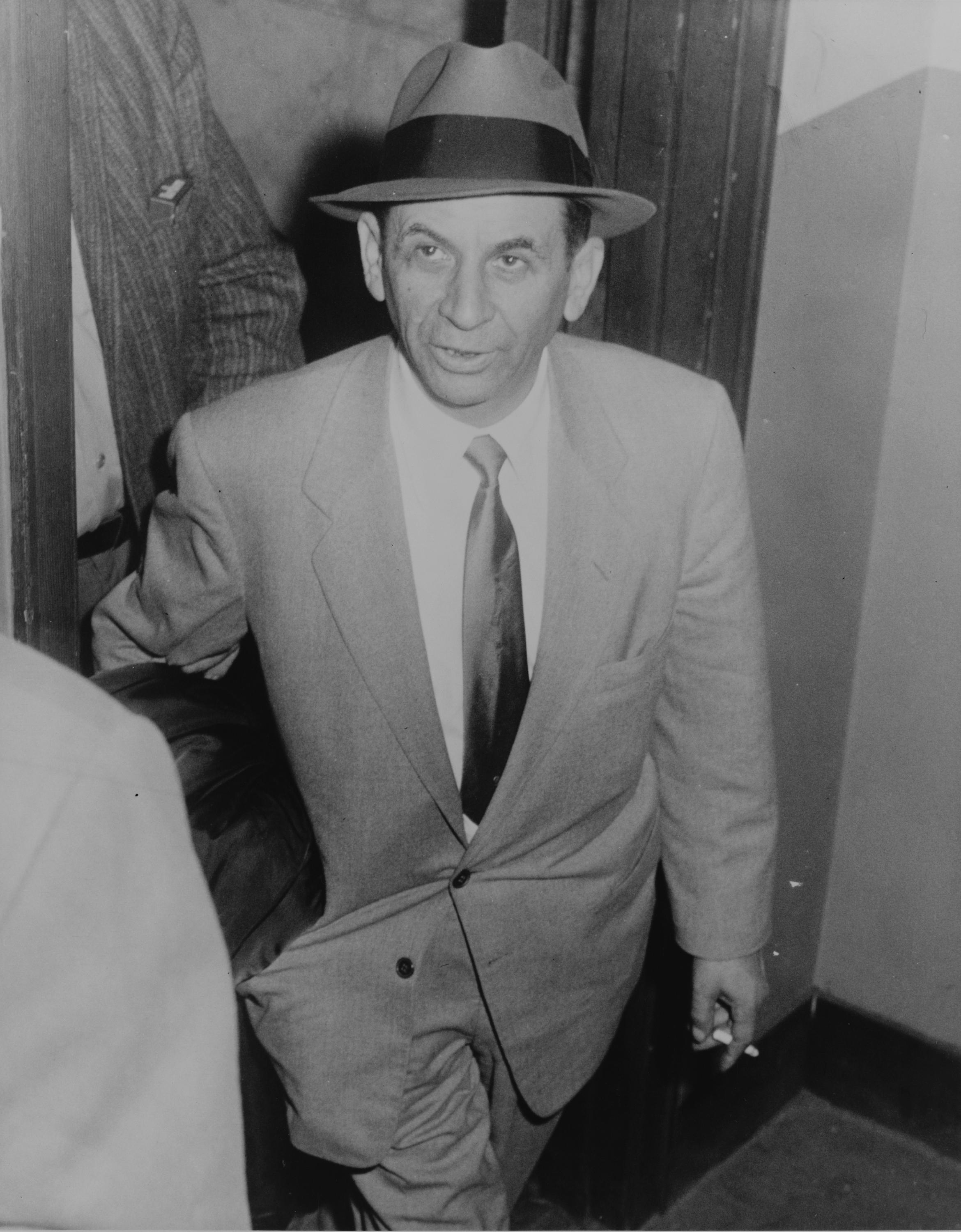
Meyer Lansky 1958

Mentorem Lansky’ego był Arnold Rothstein, który jako jeden z pierwszych gangsterów dostrzegał korzyści płynące z utworzenia nowego, zorganizowanego syndykatu.
W roku 1927 Meyer, Bugsy, Luciano i ich przyjaciel Frank Costello przyłączyli się do największego w tamtym okresie nowojorskiego bossa świata przestępczego Giuseppe „Joe Boss” Masserii.
W 1929 roku wziął udział (jako jeden z czołowych żydowskich gangsterów) w konferencji w Atlantic City.
W czasie Wojny Castellammarese (toczyła się w latach 1929–1931) stanął po stronie „Joe Bossa” przeciwko Salvatore Maranzano, który był przywódcą innego włoskiego gangu. Kiedy Luciano i Lansky zorientowali się, że Masseria zaczął przegrywać walkę, dogadali się z Maranzano i zorganizowali zamach na Masserię. Doszło do niego 15 kwietnia 1931 roku w restauracji, do której Luciano zabrał swojego szefa na obiad. Po obiedzie Luciano wyszedł do łazienki, a w tym momencie do restauracji weszło czterech strzelców: Bugsy Siegel, Joe Adonis, Albert Anastasia i Vito Genovese. Zabili Masserię, po czym uciekli do samochodu. Ciro Terranova siedział za kierownicą, jednak nie mógł z nerwów prowadzić samochodu. Jego miejsce zajął Siegel. Nikt za tę zbrodnię nie został ukarany.
Po tym wydarzeniu Maranzano dał w swojej organizacji bardzo wysoką pozycję wszystkim uczestnikom spisku, a zwłaszcza Lucky’emu Luciano, który został zastępcą Maranzano. Jednak pokój nie trwał długo – Luciano i Lansky ustalili, że trzeba się pozbyć Maranzano. 10 września 1931 roku po niecałych pięciu miesiącach bycia szefem wszystkich szefów (Capo di tutti capi) został zabity przez ludzi Luciano i Lansky’ego.
Wtedy utworzono Narodowy Syndykat wraz z Komisją, dokonano podziału na Pięć Rodzin nowojorskiego półświatka przestępczego, zniesiono tytuł bossa nad bossami. Tytuł należał się Luciano, ale ten nie chciał oficjalnie go przyjąć. Meyer Lansky nie mógł być szefem żadnej rodziny, ponieważ nie był Włochem. Mimo to wraz z Luciano miał ogromną władzę i wpływy. Lansky podczas konferencji w nowojorskim hotelu Franconia (przy znaczącym udziale Moe Dalitza) 11 listopada 1931 roku przekonał pozostałych żydowskich gangsterów (m.in. Louis „Lepke” Buchalter, Jacob „Gurrah” Shapiro, Joseph „Doc” Stracher, Hyman „Curly” Holtz i Harry Tietlebaum) do wstąpienia do Syndykatu.

### Hazard
Pozycja Meyera Lansky’ego wynikała z jego umiejętności analitycznych i organizacyjnych. Z pomocą mafijnych bossów w całych USA budował kasyna, dzięki którym wszyscy czerpali z nich legalne zyski. Wiele rodzin mafijnych dorobiło się dzięki niemu fortuny. Meyer Lansky tak lokował pieniądze, że nie dał się przyłapać na oszustwach podatkowych. Pomagał Siegelowi w jego projekcie rozwoju hazardu w Las Vegas i pomógł otworzyć „Hotel Flamingo”. Meyer Lansky współpracował także z dyktatorem Kuby Fulgencio Batistą, któremu pomagał w prowadzeniu kasyn (podwoił ich dochody) i inwestowaniu. Uzyskał sam oraz pomógł wielu włoskim rodzinom mafijnym w osiągnięciu wielkich zysków na Kubie. Po dojściu do władzy Fidela Castro wszystko to jednak przepadło – nowe władze Kuby pozamykały wszystkie kasyna kontrolowane dotychczas przez mafię. Lansky zaczął inwestować w kasyna i hotele na Karaibach, Bahamach i Haiti.

#### Problem Hotelu Flamingo
W roku 1946 w Hawanie odbyła się konferencja wszystkich mafijnych bossów tzw. konferencja hawańska. Bossowie dowiedzieli się, że kasyno Siegela przynosi straty i chcieli jego śmierci. Jednak Lansky przekonał wszystkich, żeby zaczekali. Siegel dostał drugą szansę. Lansky poinformował swego najlepszego przyjaciela o grożącym mu niebezpieczeństwie, ale ten nie posłuchał i postanowił dalej prowadzić kasyno. Przy następnym spotkaniu bossowie znów chcieli śmierci Siegela. Wówczas Meyer Lansky poprosił o trzecią szansę, którą Siegel otrzymał. Jednak znów nie chciał słuchać i nie wycofał się z interesu. Powodem była jego narzeczona Virginia Hill, która bardzo lubiła zabawę w kasynie. Następnej szansy już nie miał. Siegel został zabity 20 czerwca 1947. Najprawdopodobniej to właśnie Lansky wydał, choć nie bez oporu, ostateczną zgodę na zabicie swojego przyjaciela, wyrok podtrzymał Luciano.

### Dalsze lata
Najprawdopodobniej razem z Luciano, Costello i Carlo Gambino odpowiada za fiasko obrad konferencji w Apalachin, podczas której inny boss Vito Genovese (wbrew ich woli) miał przyjąć stanowisko Capo di tutti capi. Wcześniej zaś zaaprobował wyeliminowanie Alberta Anastasii (po konsultacji z Luciano). „Kapelusznik” zaczął wchodzić na teren zarezerwowany dotychczas przez Lansky’ego – kasyna i hotele na Kubie.
Lansky – najprawdopodobniej – posiadał kompromitujące zdjęcia wieloletniego szefa FBI Johna Edgara Hoovera w towarzystwie jego zastępcy Clyde’a Tolsona. Przez wiele lat Hoover zaprzeczał istnieniu zorganizowanego świata przestępczego na terenie Stanów Zjednoczonych.
Lansky żył w Miami na Florydzie ze swoją żoną i trójką dzieci. Nie narażał się policji, więc z braku dowodów nie można go było aresztować. Jednak w roku 1970 zgromadzono dość dowodów, aby go zamknąć za oszustwa podatkowe. Wówczas Lansky wyjechał do Izraela, próbując uzyskać azyl przyznawany każdemu Żydowi, który o niego poprosił (wśród nich było też wielu przestępców). Po długiej, dwuletniej rozprawie sądowej nie dostał azylu. Wrócił do USA, gdzie stanął przed sądem. Jego zdrowie było jednakże w coraz gorszym stanie, dlatego proces nie został doprowadzony do końca i Lansky uniknął kary. Zmarł na raka w roku 1983.

## Meyer Lansky w pop-kulturze
- Film „Mobsters” z 1991 roku opowiada historię rozwoju gangu Lucky’ego Luciano, Bugsy’ego Siegela i Meyera Lansky’ego. Rolę Lansky’ego zagrał Patrick Dempsey.
- Postać Hymana Rotha grana przez Lee Strasberga w filmie „Ojciec Chrzestny II” była wzorowana na Lanskym. Po premierze Meyer Lansky zadzwonił do aktora i gratulował dobrze zagranej roli, ale dodał, że mógł być bardziej sympatyczną postacią.
- W filmie Sergio Leone „Dawno temu w Ameryce” Maximilian „Max” Bercovicz (w tej roli James Woods) był wzorowany na Lanskym[3].
- Między innymi o Lanskym opowiada serial HBO Boardwalk Empire.
- Meyer Lansky grany przez Dustina Hoffmana jest jedną z głównych postaci monumentalnego filmu Andy’ego Garcii Hawana – miasto utracone z 2005 roku.
- W filmie biograficznym Lansky(inne języki) z 2021 roku w rolę Meyera Lansky’ego wcielił się Harvey Keitel.